# Premi Salambó
El Premi Salambó va ser un guardó literari en castellà i català que s'atorgava cada any a Barcelona, entre els anys 2000 a 2008, al millor llibre de narrativa publicat a Espanya durant l'any anterior. Estava convocat pel Club Cultura de la FNAC i el Cafè Salambó de Barcelona, amb la col·laboració de l'Ajuntament de Barcelona.
El premi, sense dotació econòmica, era atorgat per la votació d'un jurat format per quinze escriptors de prestigi, pertanyents a les diverses generacions i tendències del panorama literari d'Espanya i Hispanoamèrica. El «Premi Salambó» tenia la peculiaritat de ser l'únic premi de narrativa d'Espanya el guanyador de la qual era decidit pels mateixos autors.
Va deixar de concedir-se l'any 2009.

## Premis en castellà
| Edició | Any  | Obra guanyadora              | Autor                     |
| ------ | ---- | ---------------------------- | ------------------------- |
| VIII   | 2008 | Todos los cuentos            | Cristina Fernández Cubas  |
| VII    | 2007 | La glorieta de los fugitivos | José María Merino         |
| VI     | 2006 | El abrecartas                | Vicente Molina Foix       |
| V      | 2005 | Contra natura                | Álvaro Pombo              |
| IV     | 2004 | 2666                         | Roberto Bolaño            |
| III    | 2003 | Capital de la gloria         | Juan Eduardo Zúñiga Amaro |
| II     | 2002 | Tu rostro mañana             | Javier Marías             |
| I      | 2001 | Soldados de Salamina         | Javier Cercas             |

## Premis en català
| Edició | Any  | Obra guanyadora            | Autor                            |
| ------ | ---- | -------------------------- | -------------------------------- |
| V      | 2008 | Desfent el nus del mocador | Ramon Erra i Macià               |
| IV     | 2007 | L'home manuscrit           | Manuel Baixauli Mateu            |
| III    | 2006 | Un home de paraula         | Imma Monsó i Fornell             |
| II     | 2005 | Les amnésies de Déu        | Joan-Daniel Bezsonoff i Montalat |
| I      | 2004 | Olympia a mitjanit         | Baltasar Porcel i Pujol          |